# Ammaia

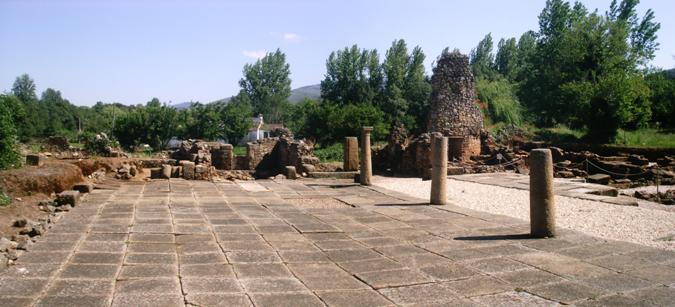
Place de la ville romaine d'Ammaia

La cité romaine de Ammaia est située dans le village de São Salvador da Aramenha, municipalité de Marvão, district de Portalegre, au Portugal.
La zone urbanisée s'approcherait des vingt hectares à l'origine. Les interventions archeologiques, amorcées en 1995, ont permis de découvrir près de 3 000 m2. Actuellement se trouve un musée à proximité.
Ce site est classé Monument National depuis 1949.